# Konrad Helt
Konrad Helt (latinisiert Conradus Heltus) (* Ende 15. Jahrhundert in Nürnberg; † 1548 in Heidelberg) war ein deutscher Augustiner-Eremit und Martin Luthers Vorgesetzter während seiner Wittenberger Klosterjahre.

## Leben und Wirken
Helts Immatrikulation an der Universität Wittenberg ist datiert auf den 26. November 1512; am 20. Januar 1516 erwarb er dort den Grad eines Magister artium.
Am 30. Mai 1519 wurde Konrad Helt erstmals als Prior des Augustiner-Eremiten-Klosters zu Wittenberg bezeugt, und er hatte dieses Amt inne bis Februar 1522. Er bewohnte die archäologisch untersuchte, teilweise erhaltene Priorswohnung im Schwarzen Kloster (heute Lutherhaus Wittenberg).
 

Luther äußerte sich gelegentlich über seinen Prior: 
„Unser Helt regiert gar gut und baut, aber [nur] die Küche, denn er sorgt noch für den Bauch, hernach wird er auch für den Kopf sorgen.“ (Brief an Martin Glaser, Prior zu Ramsau, 30. Mai 1519)
Durch die Predigten von Gabriel Zwilling trat Anfang November 1521, während Luther auf der Wartburg war, eine Gruppe von Mönchen fast gleichzeitig aus dem Kloster aus. Helt wandte sich deswegen hilfesuchend an Kurfürst Friedrich den Weisen: 
„auß solchen milden predigen [...] mir vast alle bruder uber reth vnd verfurt worden, also daß auß in XIII wider den eidt, den si got vnd dem orden geschworenn, vnnd an ersuchung vnnd erlaubung irer obersten auß dem closte[r] vnnd das kleid des ordens von sich geworffen...“
„Durch solche milden Predigten [...] sind mir fast alle Brüder überredet und verführt worden, also daß von ihnen 13 wider den Eid, den sie Gott und dem Orden geschworen, und ohne Ersuchung und Erlaubung ihrer Obersten aus dem Kloster [ausgetreten sind] und das Kleid des Ordens von sich geworfen [haben]...“
Aus Protest gegen die Reformation verließ Konrad Helt Wittenberg. Nach einem Zwischenaufenthalt in Nordhausen kam er in das Augustiner-Eremiten-Kloster zu Heidelberg und war dort  bis an sein Lebensende Prior. „Zuletzt war er allein und kämpfte nur noch um seine Altersversorgung.“ Das Kloster wurde im Pfälzischen Erbfolgekrieg zerstört; heute befindet sich dort der Universitätsplatz.